# Sint-Salvatorparochie (Utrecht)
De Sint-Salvatorparochie is een katholieke parochie in de Nederlandse stad Utrecht. Zij verving op 1 november 2008 de Binnenstadparochie. Het is nu één parochie met twee kerken:
- de Sint-Augustinuskerk
- de Sint-Catharinakathedraal

De parochie is gewijd aan Christus Salvator en verwijst zodoende naar de door Sint-Willibrord opgerichte Sint-Salvatorkerk. De Sint-Willibrordkerk valt wel binnen het gebied van deze parochie maar is een rectoraatskerk.

## Voorgeschiedenis

### Middeleeuwen
In de middeleeuwen was Utrecht het kerkelijk centrum van Nederland. Van de vele kerken die Utrecht rijk was, waren er vier die functioneerden als parochiekerk:
- Buurkerk (gewijd aan Maria)
- Jacobikerk
- Nicolaikerk
- Geertekerk

### Reformatie
In 1580 ging Utrecht officieel over tot de reformatie. Dit betekende dat alle kerkelijke goederen van de Katholieke Kerk werden onteigend en de katholieke eredienst verboden werd. Illegaal werden er schuilkerken ingericht waar katholieken in het geheim bij elkaar kwamen. Na verloop van tijd werden deze staties gedoogd door de overheid, zolang het niet te veel opviel.
De staties die ontstonden zijn in twee groepen te verdelen. De eerste groep zijn staties die voortzettingen zijn van de middeleeuwse parochies. Zo waren er drie staties die gewijd waren aan respectievelijk Maria (Buurkerk), Jakobus (Jacobikerk) en Gertrudis (Geertekerk). De oudkatholieke kerken Maria Minor, Jacobuskerk en Gertrudiskathedraal zijn hier de voortzetting van. Door een geschil met Rome scheidden deze geestelijken en hun staties zich af van de Katholieke Kerk. Hieruit ontstond later de Oudkatholieke Kerk.

De tweede groep staties werden bediend door reguliere geestelijken, zoals de dominicanen en de augustijnen. Zij bediende verschillende staties, onder andere in de Walsteeg (gewijd aan Dominicus), de Herenstraat (gewijd aan Augustinus) en de Dorstige Hartsteeg. Zij bleven Rome wel trouw en legden zodoende de basis voor de latere parochies.

### Franse tijd
De Franse tijd bracht meer godsdienstvrijheid voor de katholieken. Napoleon herverdeelde de kerkgebouwen tussen protestanten en katholieken, en liet waar nodig nieuwe bijbouwen. Na 1815, toen Napoleon verslagen was en het Verenigd Koninkrijk der Nederlanden was opgericht, bleef deze vrijheid. Echter, de Kerk mocht zich nog niet vrij organiseren, en de kerkbouw moest via de staat geregeld worden. In deze tijd bouwden de augustijnen in 1839-40 de Sint-Augustinuskerk aan de Oude Gracht, en de dominicanen in 1850 de Sint-Dominicuskerk aan de Mariaplaats. De Sint-Catherijnekerk werd in 1815 al ter beschikking gesteld voor de katholieke soldaten, en werd in 1840 door koning Willem II geschonken aan de katholieken.

### Herstel en oprichting van de parochies
Na de nieuwe grondwet in 1848 en het herstel van de bisschoppelijke hiërarchie in 1853, werden in 1855 in Utrecht zes nieuwe parochies opgericht. Deze parochies waren:
- Sint-Catharina (sinds 1853 ook kathedraal)
- Sint-Augustinus
- Sint-Dominicus
- Sint-Maarten
- Sint-Willibrord
- O.L.V. ten Hemelopneming (aan de Biltstraat)

Vanuit deze parochies zijn later bij stadsuitbreidingen nieuwe kerken opgericht in de nieuwe wijken. 

### Krimp en kerksluiting
De eerste periode van krimp had niet te maken met ontkerkelijking, maar met de ontvolking van de binnenstad. Vanaf het einde van de 19e eeuw werden er woonwijken buiten de middeleeuwse stad gebouwd, zoals Lombok. De dominicanen volgden de gelovigen en verhuisden in 1939, na zo'n drie eeuwen aanwezigheid op die plek, van de Walsteeg naar de Kanaalstraat. De Sint-Dominicuskerk werd in 1940 afgebroken.

De tweede periode van krimp had wel te maken met ontkerkelijking en ontkerstening. Om die reden werd in 1967 de Sint-Willibrordkerk aan de eredienst onttrokken. De parochianen kochten echter het kerkgebouw en bleven samen met Winand Kotte A.A. gebruiken als kerk. In 1974 werd de Sint-Martinuskerk aan de eredienst onttrokken. In 1978 gingen de Sint-Martinusparochie (zonder kerkgebouw) de Sint-Catharinaparochie en de Sint-Augustinusparochie samenwerken in de Binnenstadsparochie.

### Sint-Salvatorparochie
Op 1 november 2008 werden de drie parochies opgeheven en vervangen door de Sint-Salvatorparochie. In 2009 werden de banden met de Sint-Willibrordkerk hersteld, maar deze kerk blijft zelfstandig als rectoraatskerk. De pastoor van de Sint-Salvatorparochie is echter automatisch de rector van de Sint-Willibrord.

## Beeldengalerij

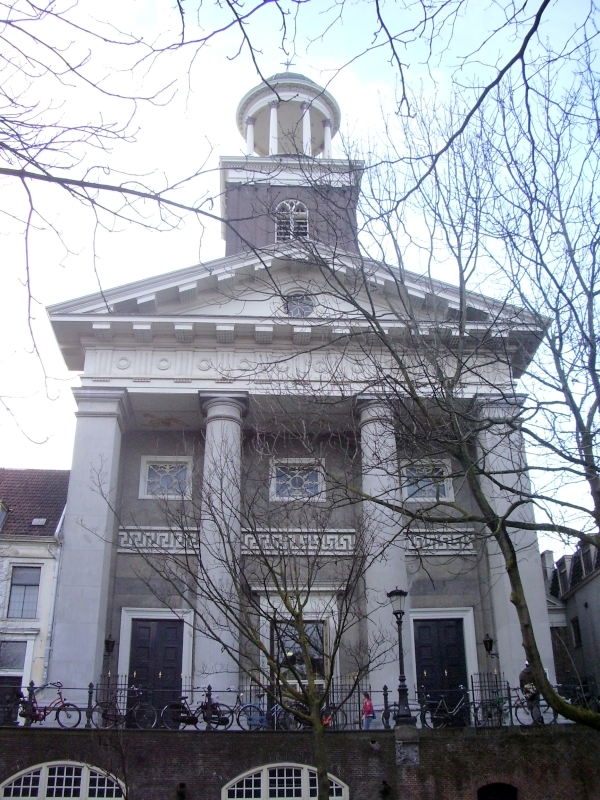
De Sint-Augustinuskerk.
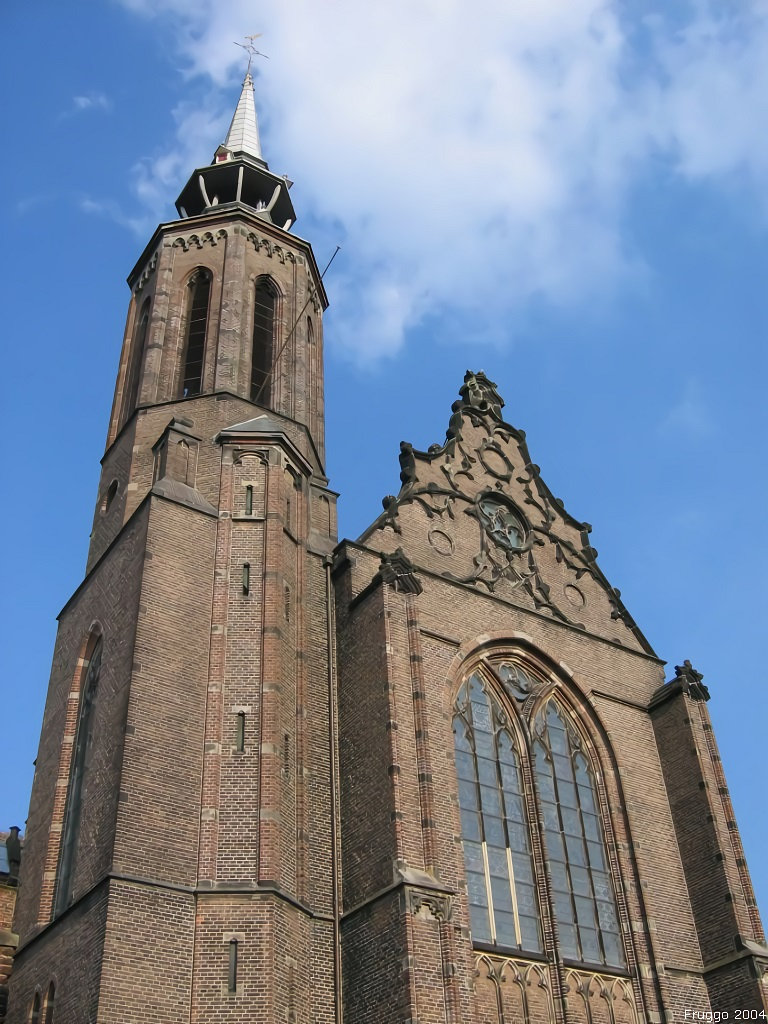
De Sint-Catharijnekerk.

Gerardus Majellaparochie (Nieuw-Engeland) ·
Sint-Ludgerusparochie (Noord-Noordwest) ·
Sint-Martinusparochie (Zuid-Zuidoost) ·
Sint-Salvatorparochie (Binnenstad) ·
Parochie Licht van Christus (Vleuten-De Meern)